# Puente de San Ignacio

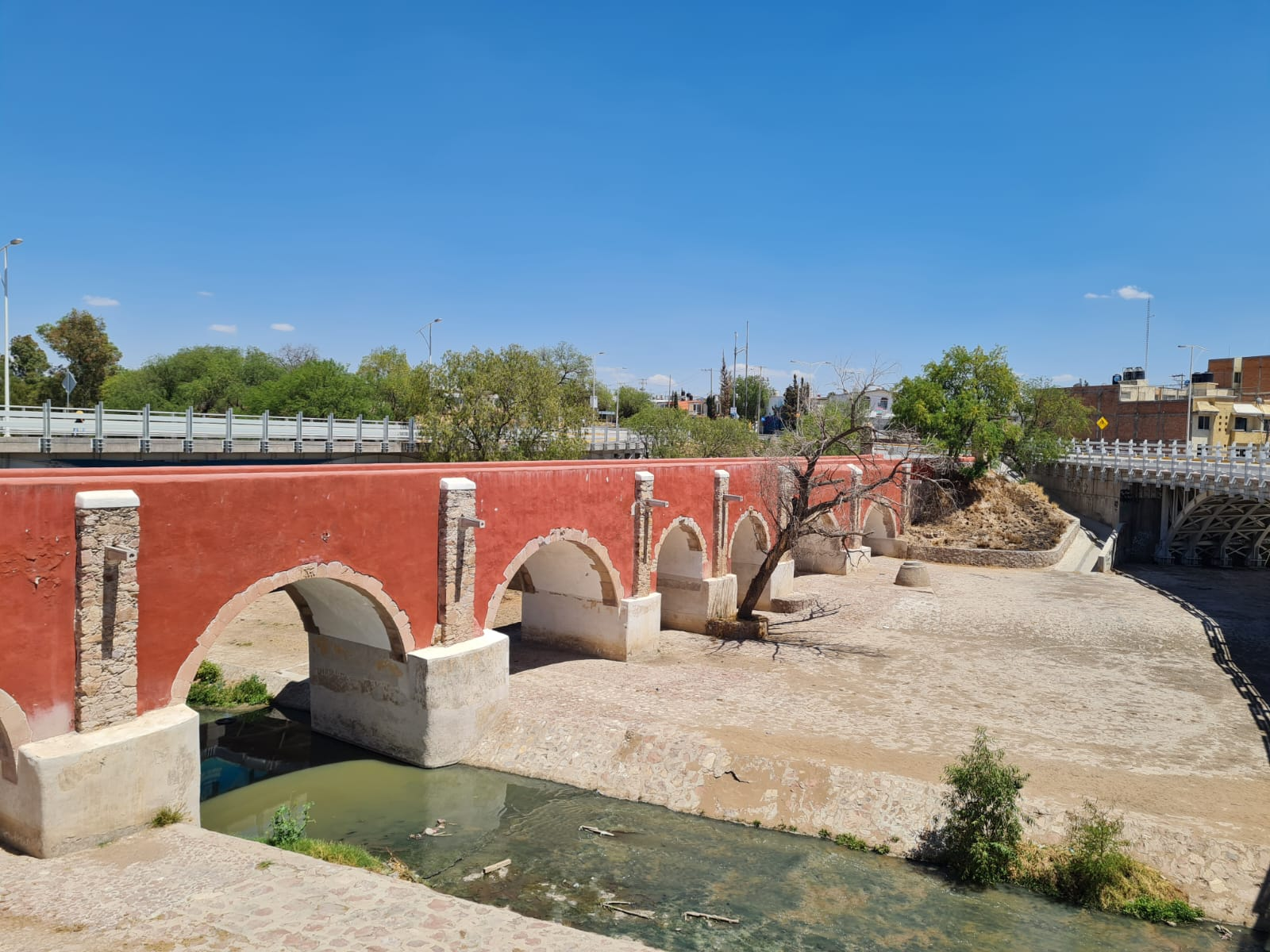
Vista del Puente de San Ignacio y el Río San Pedro.

El puente de San Ignacio es una estructura tipo puente, ubicada en Aguascalientes, México, y que cruza el río 
San Pedro. Se trata una edificación del siglo XVIII, identificada como parte de una vía secundaria del Camino Real de Tierra Adentro. La primera etapa constructiva del puente comenzó en 1743 y culminó en 1759. Debido a un colapso parcial, tuvo una segunda etapa de construcción entre 1760 y 1797.

## Contexto
El Puente San Ignacio es una de las construcciones más representativas de Aguascalientes. Este puente se encuentra al noroeste de la ciudad, en la salida a la hacienda de San Ignacio y tiene más de 200 de años de antigüedad. Está localizado al poniente de la ciudad y se encuentra en el Antiguo Camino a San Ignacio con el número correspondiente #223, en la ciudad de Aguascalientes.
Las versiones afirman que el nombre del puente es en honor a San Ignacio de Loyola, fundador de la Orden de los Jesuitas. Durante la Colonia, Aguascalientes formó parte del reino de la Nueva Galicia, cuya audiencia y gubernatura dependían de Audiencia y Cancillería Real de Guadalajara o de La Nueva Galicia. Así en Aguascalientes el grupo de está orden religiosa fue quien en la segunda mitad del siglo XVIII tuvo la iniciativa de construir un puente que conectara a la Villa y no quedara incomunicada cada qué era la temporada de lluvias. 

## Historia
Desde que orden había llegado a la ciudad siglos antes, la relación con las autoridades era tensa y la Corona Española nunca autorizó ciertas actividades de la orden, pues ya se encontraban en una relación un tanto complicada, a pesar de ello los Jesuitas habían asentado a la Villa y tenían varias actividades muy posiblemente al margen de la ley. Esta orden tuvo desde que llegó un papel importante dentro de la economía local, pues fueron poseedores de una mina en la Villa de Real Asientos, mejorando su riqueza y la de la población según menciona el historiador Agustín R. González. Además de que fue la única población aguascalentense que tuvo asentamientos jesuitas, específicamente en la hacienda de Cieneguilla. Con el paso del tiempo los jesuitas fueron parte importante de la sociedad.

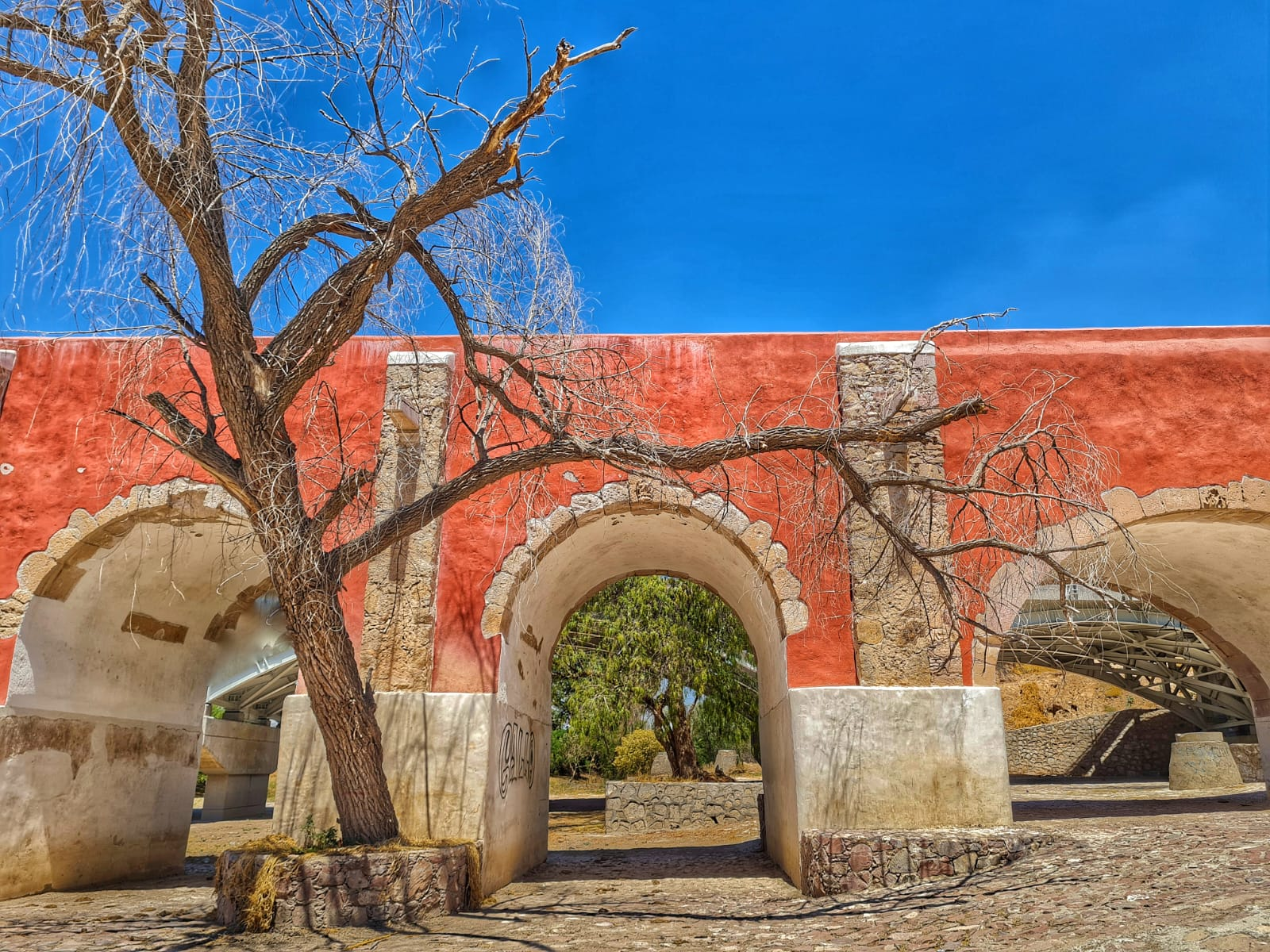
Fotografía del Puente de San Ignacio tomada en el lugar en mayo de 2023.

Fue en el año de 1742, todavía en la época Colonial, cuando el río San Pedro, se desbordó después de unas lluvias torrenciales que dejaron casi incomunicada a la población, mencionando que ni carretas, ni hábiles jinetes podían pasar. Debido a esta contingencia los religiosos fueron quienes tuvieron la iniciativa de construir un puente, que ayudaran a solventar en el futuro contingencias climáticas de esta magnitud. Esto también debido a que el cauce aumentaba cada temporada de lluvias y resultaba imposible cruzarlo, y eso afectaba a la economía y alteraba la armonía del lugar. La construcción comenzó en 1743, sin embargo, tuvieron que pasar 54 años para poder terminarse.
Después de dos años de construcción tenía un avance considerable que consistía en: la primera bóveda del arco, de los nueve que se tenía previsto construir. Ya para el año 1759 el puente tenía gran parte de la construcción del puente, pero una torrencial lluvia derrumbó parte de la construcción, demostrando una vez más que el poder del agua era intenso y que la Villa necesitaba un puente para evitar quedar incomunicada.
Sin embargo, los religiosos no se dieron por vencidos y una vez más reiniciaron la construcción, sin embargo, la obra parecía destinada al fracaso porque después de la implementación de las Reformas Borbónicas, los jesuitas fueron expulsados de la América Colonial en el año de 1867. Estas reformas fueron emitidas durante los reinados de Fernando VI y Carlos III, fueron una especie de enmiendas legislativas que buscaban frenar la independencia económica de las colonias españolas en América, en otras palabras, la centralización del estado. Los jesuitas no podían acatarlas porque ellos solamente respondían al papa por tal motivo eran considerados un obstáculo para su implantación por lo cual se ordenó su expulsión.
Esta acción desde luego repercutió en la construcción del puente pues una vez más quedó detenida la obra. Sin embargo, fue retomada nuevamente en el año de 1780, después de casi trece años detenida y aun cuando la construcción fue lenta por la falta de recursos finalmente se pudo concluir en el año de 1797 después de cincuenta y cuatro años de iniciada su construcción.

La construcción, como se ha mencionado, ya corrió a cargo del gobierno virreinal y los trabajos estuvieron dirigidos por el maestro de obras Don Nicéforo Ornelas, que había tenido a su cargo otras edificaciones en el estado y gozaba de amplio prestigio. El trabajo y la capacidad de este personaje queda de manifiesto en su obra que, a pesar del tiempo y las inclemencias climáticas, sigue de pie, lo que muestra que, a pesar de los dos siglos, la estructura ha sobrevivido los cambios de las crecientes del río.
La obra se conforma por nueve arcos de medio punto, con una longitud de casi 85 metros y un ancho de vía libre de 3.85 metros. Los tres arcos principales colocados en el centro son de medio punto y tienen casi 5 metros de claro; mientras los seis restantes, de alivio para las avenidas, son irregulares y de dimensiones más reducidas (entre 3 y 3.5 metros de claro).
El puente fue una obra muy importante en su época porque evitó que la ciudad quedara incomunicada y pudiera llegar a la ciudad de Zacatecas, además es un lugar histórico. Cabe mencionar que, el insurgente José María González Hermosillo, después de ser designado como coronel por parte del padre de la Patria el cura Don Miguel Hidalgo y Costilla, se dice que paso junto con su destacamento insurgente por el puente para dirigirse hacia Sinaloa y Sonora. Sin embargo, esta no fue la única ocasión en la que el puente fue testigo de la guerra comandada por la lucha insurgente por la Independencia de México, a principios de 1810 el general y héroe nacional Ignacio Allende estuvo en la Villa de Aguascalientes durante tres días y al replegarse para dirigirse a Zacatecas tuvo que pasar por el puente en su retirada perseguido por Félix María Calleja. Además, se menciona que el puente sirvió como punto estratégico tanto para insurgentes como realistas quienes buscaron controlarlo por medio de una vigilancia constante.
En febrero de 1811, pocos días después de la derrota de los insurgentes en el legendario Puente de Calderón, Hidalgo y los demás caudillos de la rebelión volvieron a atravesar Aguascalientes en su huida hacia Zacatecas. Por la temporada seca de ese periodo, los insurrectos vadearon el río San Pedro, y por el puente de San Ignacio solo fueron conducidos los carros con el bastimento, la artillería y las recuas.

### El puente en la actualidad
Actualmente el puente de San Ignacio fue remodelado, pues el uso de automóviles y transportes pesados deterioraron su estructura, por lo cual fue necesario hacer una vía alterna para que el puente dejara atrás el uso para el cual no estaba destinado. Estas medidas permitieron que la restauración del puente y que volviera a lucir como en sus mejores tiempos además de que contó con la supervisión del INAH que estuvieron al pendiente de que se hiciera acorde a las normas que rigen a los monumentos históricos.